# Надёжный как сталь
Надёжный как сталь (англ. True As Steel) — американская драма режиссёра Руперта Хьюза 1924 года.

## Сюжет
Ева Бутелл — деловая женщина, чей муж Гарри едет за город. Между тем, она встречает коллегу Фрэнка, который также женат. Несмотря на это, они начинают встречаться.

## В ролях
- Эйлин Прингл — миссис Ева Бутелл
- Хантли Гордон — Фрэнк Перри
- Клео Мэдисон — миссис Перри
- Элинор Бордман — Этель Перри
- Норман Керри — Гарри Бутелл
- Уильям Хейнс — Гилберт Морзе
- Луиза Фазенда — мисс Лидс
- Луис Пейн — Джейк Лейтон
- Уильям Генри Крейн — Коммодор Фэйрфилд
- Реймонд Хаттон — прадед
- Люсьен Литтлфилд — мистер Фут